# Palacio de Rundāle
El Palacio de Rundāle (en letón: Rundāles pils; en alemán: Schloss Ruhental, anteriormente también Ruhenthal y Ruhendahl) es uno de los dos palacios barrocos más importantes construidos por los Duques de Curlandia en lo que hoy es Letonia, siendo el otro el Palacio de Jelgava. El palacio fue construido en dos períodos, desde 1736 hasta 1740 y desde 1764 hasta 1768. Está situado en la Pilsrundale, a 12 km al oeste de Bauska.
El palacio es uno de los destinos turísticos más importantes de Letonia. También se utiliza para el alojamiento de los invitados notables, como los líderes de las naciones extranjeras. El palacio y los jardines de los alrededores son ahora un museo.